# Burak Yılmaz
Burak Yılmaz (Antália, 15 de julho de 1985) é um treinador e ex-futebolista turco que atuava como centroavante. Atualmente comanda o Kasımpaşa.

## Carreira
Fez parte do elenco da Seleção Turca que disputou a Eurocopa de 2016 e Eurocopa de 2020.

## Títulos
Beşiktaş
- Copa da Turquia: 2006–07
- Supercopa da Turquia: 2006

Trabzonspor
- Copa da Turquia: 2009–10
- Supercopa da Turquia: 2010

Galatasaray
- Campeonato Turco: 2012–13 e 2014–15
- Copa da Turquia: 2013–14 e 2014–15
- Supercopa da Turquia: 2013 e 2015

Lille
- Campeonato Francês: 2020–21[2]
- Supercopa da França: 2021

### Prêmios individuais
- Artilheiro do Campeonato Turco: 2011–12 e 2012–13